# Miyazaki Maglev Test Track
La Miyazaki Maglev Test Track (in giapponese: 宮崎実験線) è una linea ferroviaria costruita a Hyuga, nella Prefettura di Miyazaki (Giappone), al solo scopo di sperimentare la tecnologia per i futuri treni a levitazione magnetica o "maglev". Si estende per circa 7 km da Mimitsu a Tsuno.